# August von Verschuer
August Christian Ernst Wilhelm Freiherr von Verschuer (* 16. Dezember 1796 in Rotenburg an der Fulda; † 29. März 1867 in Solz) war ein Hessen-kasselscher Offizier und Abgeordneter der kurhessischen Ständeversammlung.

## Leben
August von Verschuer entstammte dem Adelsgeschlecht von Verschuer. Er war ein Sohn des Oberforstmeisters Carl Friedrich Wilhelm Freiherr von Verschuer (1758–1822) und dessen Ehefrau Charlotte Johanna, geborene von Biesenroth (1768–1832). Sein Bruder Wilhelm von Verschuer (1795–1837) wurde später auch Offizier und Abgeordneter der kurhessischen Ständeversammlung.
Nach seiner Schulausbildung trat er in die Kurhessische Armee ein und avancierte zum Major.
Um 1857 begann eine öffentlich geführte Auseinandersetzung mit Carl von Haynau, welche 1862 zu einer anonymen Broschüre Staatsdiener und Staatsschwächen mit gesammelten Anschuldigungen gegen Haynau führte. Dieser hatte dem Sohn von Verschuer bei einer militärischen Meldung mangelnde Erziehung vorgeworfen. Verschuer erbost über dieses Anschuldigung forderte mit einem Duell Genugtuung. Dies wurde ihm aber dahingegen verwehrt, dass Haynau anhand einer geheimen Ordre Verschuer 1862 zu vier Monaten Festungshaft kriegsrechtlich verurteilte. Ähnlich war Haynau auch mit einem General von Specht verfahren, der ebenfalls ein Duell gefordert hatte.
In den Jahren 1861 und 1862 (17. bis 19 Landtag) war er erst Mitglied der Ersten Kammer und hatte dann von 1864 bis 1866 (21. Landtag) einen Sitz in der kurhessischen Ständeversammlung. Er war in diesem Parlament für den Landgrafen Wilhelm von Hessen stimmberechtigt. Er stimmte am 15. Juni 1866 gegen den von Erwin von Bischoffshausen eingebrachten Neutralitätsantrag. Diese Entscheidung führte zum Einmarsch Preußens in Kurhessen.
Verschuer war mit Adelheid Wilhelmine Friederike Christiane Henriette, geb. von Stockhausen (1803–1856), verheiratet. Aus der Ehe gingen vier Töchter und vier Söhne hervor.